# Armin Tschoepe
Armin Tschoepe (* 10. Dezember 1938 in Berlin; † 16. Mai 2002 in Berlin) war ein deutscher Soziologe und Sozialpolitiker (SPD).

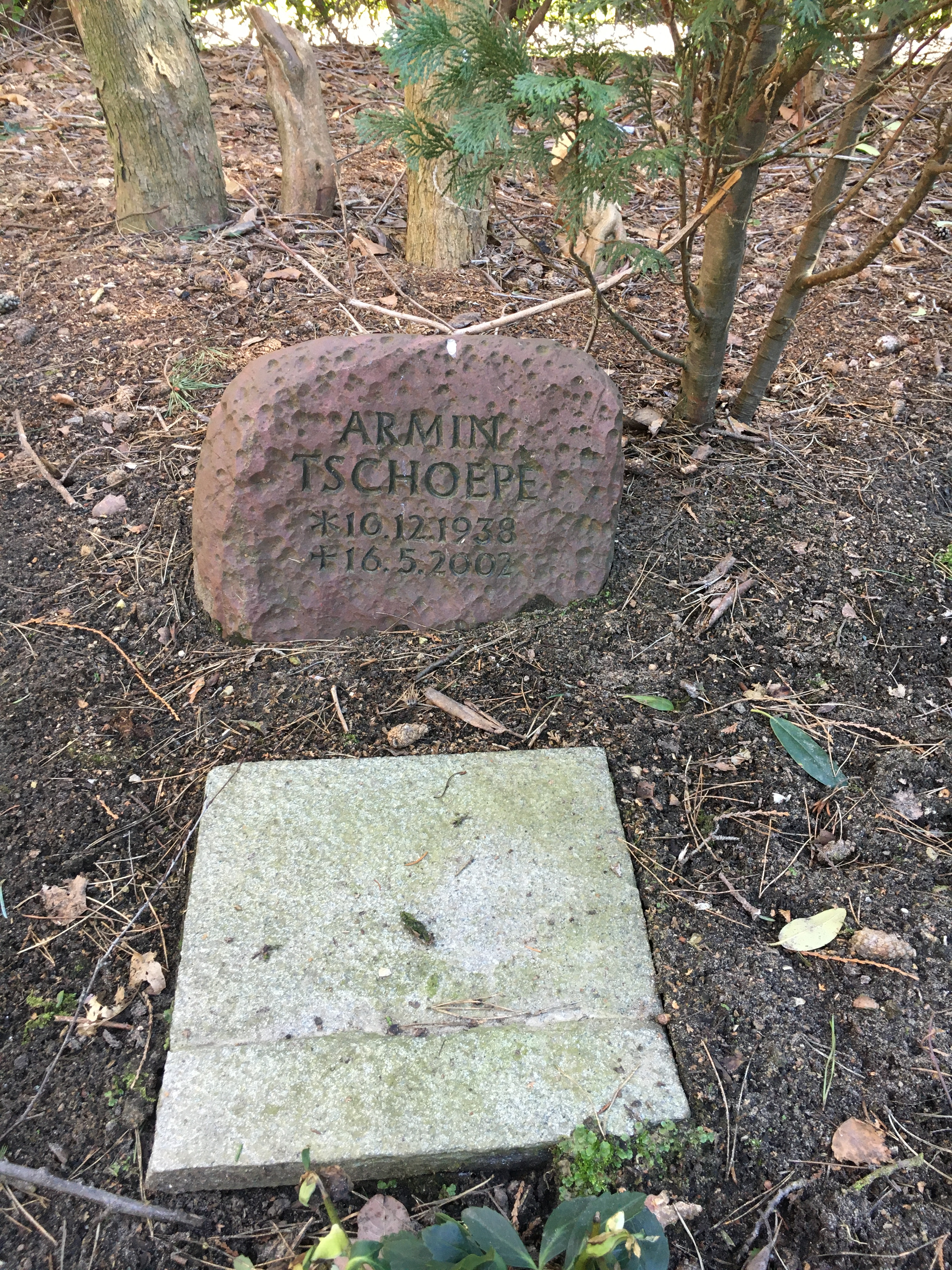
Grabstätte auf dem Friedhof Ohlsdorf

Tschoepe arbeitete an der Sozialforschungsstelle an der Universität Münster in Dortmund und war 1965 als wissenschaftlicher Assistent bei Dieter Claessens an der Westfälischen Wilhelms-Universität in Münster Mitautor des soziologischen Longsellers Sozialkunde der Bundesrepublik Deutschland, der vielfach aufgelegt und als Schulbuch verwendet wurde.
Später wandte sich Tschoepe einer Verwaltungskarriere zu. 1969 übernahm er in der Berliner Senatsverwaltung für Jugend und Sport das neu gegründete Referat Familienpolitik. Das von ihm eingeführte Programm der selbstverwalteten Eltern-Kind-Gruppen, die einen staatlichen Zuschuss erhielten, um die knappen Plätze in öffentlichen Kindertagesstätten zu entlasten, war sehr erfolgreich (heute: Elterninitiativ-Kindertagesstätten). Von 1971 bis 1975 war er dort Leiter der Planungsgruppe, von 1975 bis 1982 Abteilungsleiter für öffentliche Erziehung. Nachdem 1981 die Leitung der Senatsjugendverwaltung von Ilse Reichel-Koß (SPD) auf Hanna-Renate Laurien (CDU) übergegangen war, ging er von 1982 bis 1989 nach Hamburg als Leiter des Landessozialamts. Von 1989 bis 1995 war er Staatssekretär für Soziales in Berlin unter Senatorin Ingrid Stahmer (SPD). Als Staatssekretär setzte sich Tschoepe für die Privatisierung der Altenpflege ein.
Armin Tschoepe wurde auf dem Hamburger Friedhof Ohlsdorf beigesetzt. Die Grabstätte liegt südöstlich von Kapelle 6 nahe der Ida-Ehre-Allee im Planquadrat Y 33.

## Weblink
- Biografische Notiz der SPD Berlin

## Einzelnachweis
1. ↑  Dieter Claessens, Arno Klönne, Armin Tschoepe: Sozialkunde der Bundesrepublik Deutschland. Eugen Diederichs Verlag 1965 (viele neubearbeitete Neuauflagen)

| Personendaten    | Personendaten                                 |
| ---------------- | --------------------------------------------- |
| NAME             | Tschoepe, Armin                               |
| KURZBESCHREIBUNG | deutscher Soziologe und Sozialpolitiker (SPD) |
| GEBURTSDATUM     | 10. Dezember 1938                             |
| GEBURTSORT       | Berlin                                        |
| STERBEDATUM      | 16. Mai 2002                                  |
| STERBEORT        | Berlin                                        |